# Zengerova transformační stanice
Zengerova transformační stanice (Měnírna Klárov) na Malé Straně v Praze stojí na místě bývalých Bruských kasáren na Klárově, na nároží ulic Pod Bruskou a U Bruských kasáren při cestě k Chotkovým sadům. Od roku 2015 je chráněna jako nemovitá kulturní památka České republiky.

## Historie
Novoklasicistní tramvajová transformační stanice byla postavena v letech 1930–1932 podle plánů architekta Viléma Kvasničky (projekt 1929, stavba 1930–1932, uvedení do provozu 1932, kolaudace 1934). Byla pojmenována po významném českém fyzikovi a pedagogovi Václavu Zengerovi. Nahradila starou tramvajovou měnírnu v ulici U Lužického semináře. V letech 2020–2022 byla kompletně přestavěna a od roku 2022 slouží jako sídlo Kunsthalle Praha.